# Джийн Грей
Джийн Грей-Съмърс е измислена комикс-героиня, публикувана в комиксите на Марвел (Marvel). Позната е и под името Момиче чудо(Marvel girl) и по късно Феникс (Phoenix), и е една от първите приети в X-men отбора.
Джийн Грей-Съмърс е мутант, роден с Телепатични и телекинетични способности. Силите ѝ се появяват в ранна възраст, когато вижда нейната най-добра приятелка блъсната от кола. Тя е важна героиня в комиксите, тъй като е мутант от Омега ниво и се слива с Феникс силата. Тя се среща не малко пъти със смъртта в комикс поредицата Dark Phoenix Saga, но след това се завръща от пепелта.
Феникса (Джийн) е важна Фигура в живота на съпруга ѝ Циклопа; Професор Х, който е като неин баща; Върколака, който ѝ е много добър приятел, но има и огромен интерес към нея; Бурята, която е най-добрата ѝ приятелка и ѝ е като сестра; дъщеря ѝ Рейчъл Съмърс;
и доведеният ѝ син Кейбъл.
Героинята си остава в историята на X-men, и е вкарана във всички X-men анимационни филмчета и игри. Фамке Янсен играе Джийн Грей в X-men филмите.